# Shiraoka (Saitama)
Shiraoka (jap. 白岡市, -shi) ist eine kreisfreie Stadt in der japanischen Präfektur Saitama auf der Hauptinsel Honshū.

## Geographie
Shiraoka liegt südlich von Kuki und nördlich von Hasuda und Saitama.

## Verkehr
- Zug:
  - JR Utsunomiya-Linie
- Straße:
  - Nationalstraße 122, nach Tokio oder Nikkō

## Sehenswürdigkeiten
In Shiraoka und dem benachbarten Miyashiro befindet sich der Tōbu Dōbutsu Kōen (東武動物公園, „Tōbu-Tierpark“) mit der Holzachterbahn Regina der Tōbu Tetsudō.

## Angrenzende Städte und Gemeinden
- Saitama
- Kasukabe
- Hasuda
- Kuki
- Shōbu
- Miyashiro

## Persönlichkeiten
- Taiki Maeda (* 2005), Fußballspieler